# Prusinowo (Łobez)
Prusinowo (deutsch Prütznow. früher Prützenow) ist ein Dorf in der polnischen Woiwodschaft Westpommern. Es gehört zur Gmina Łobez (Stadt- und Landgemeinde Labes) im  Powiat Łobeski (Labser  Kreis).

## Geographische Lage
Das Dorf liegt in Hinterpommern, unweit der Rega, etwa zwanzig Kilometer südöstlich der Stadt Resko (Regenwalde), sechs Kilometer nördlich der Stadt Łobez (Labes), vier Kilometer südöstlich des Dorfs Bełczna (Neukirchen) und zwei Kilometer südwestlich des Dorfs Worowo (Wurow).

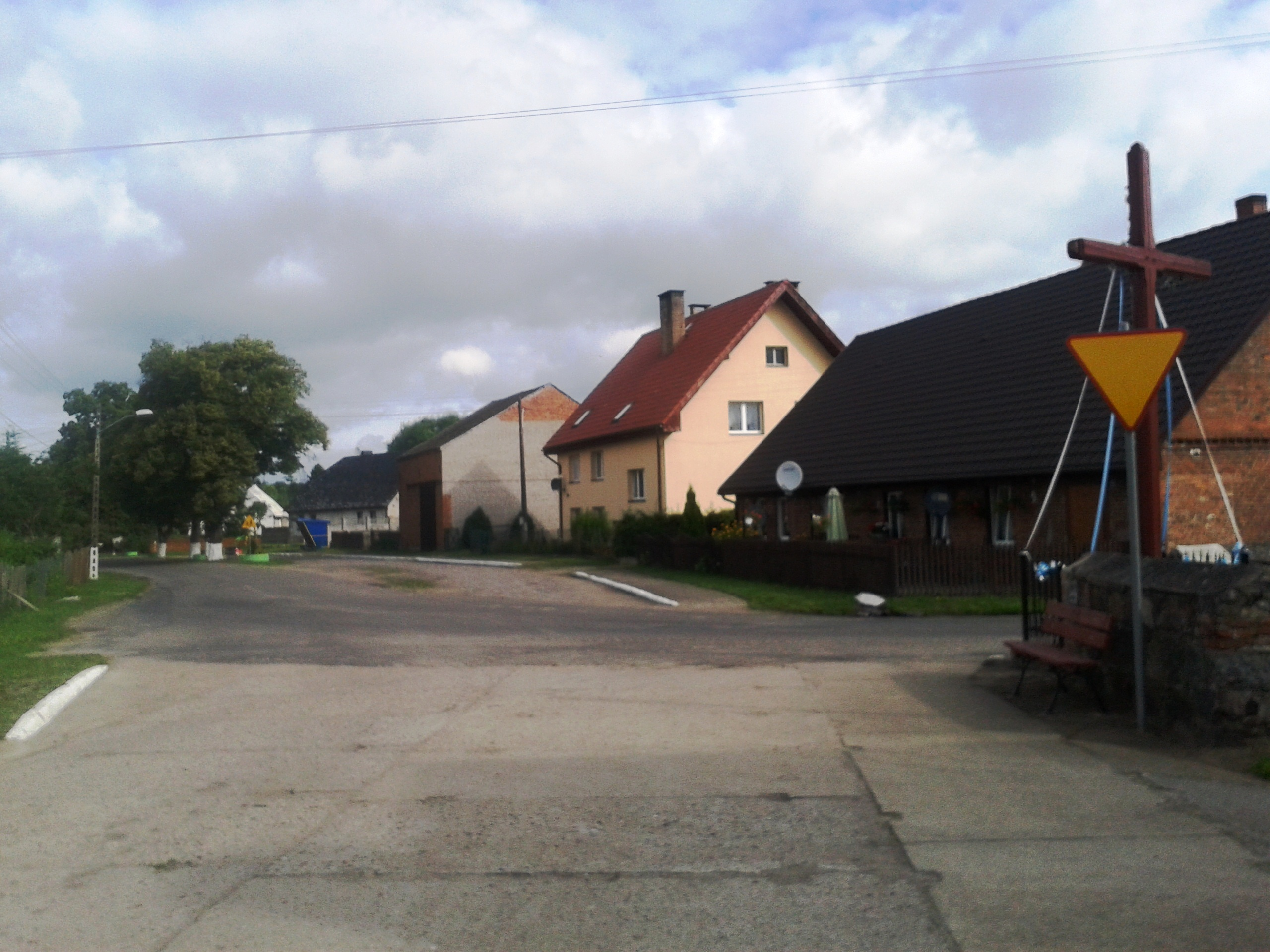
Dorfstraße (2014)

## Geschichte
Das Dorf Prützenow war ehemals ein altes pommersches Lehen der in Hinterpommern alteingeborenen Familie Borcke und gehörte zu deren Grundherrschaft Wurow. Von den acht Bauernstellen in dem Dorf befanden sich im Jahr 1782 vier im Besitz des Regierungsassessors Friedrich Wilhelm von Borck und zwei, mit denen das Schulzengericht und die Straßengerechtigkeit verbunden waren, im Besitz der Witwe des Friedrich von Borck.
Die Vasallen-Tabelle von 1804 nennt Johan Carl von Borcke als Besitzer von Prütznow und Philip Ludwig Christoph August von Borcke als Inhaber von zwei Bauernhöfen.
Die Gemarkung der Landgemeinde Prütznow hatte um 1930 eine Flächengröße von 4,1 km², und im Gemeindegebiet, in dem Prütznow die einzige Wohnstätte war,  standen insgesamt 23 bewohnte Wohnhäuser.
Im Jahr 1945 gehörte die Gemeinde Prütznow zum Kreis Regenwalde im Regierungsbezirk Köslin der preußischen Provinz Pommern des Deutschen Reichs. Prütznow war dem Amtsbezirk Neukirchen zugeordnet.
Gegen Ende des Zweiten Weltkriegs wurde die Region im Frühjahr 1945 von der Roten Armee besetzt. Nach Beendigung der Kampfhandlungen wurde Prütznow zusammen mit ganz Hinterpommern seitens der sowjetischen Besatzungsmacht der Volksrepublik Polen zur Verwaltung überlassen. Danach begann die Zuwanderung von Polen. Das deutsche Dorf Prütznow wurde unter der polonisierten Ortsbezeichnung ‚Prusinowo‘ verwaltet. In der Folgezeit wurde die einheimische Bevölkerung von der polnischen Administration aus Prütznow und dem Kreisgebiet vertrieben.

### Demographie
| Jahr | Einwohner | Anmerkungen |
| ---- | --------- | --- |
| 1782 | –         | adliges Dorf mit einer Wassermühle, einer Schneidemühle, acht Bauernhöfen und elf Feuerstellen (Haushaltungen) |
| 1818 | 93        | Dorf und Wassermühle, adlige Besitzung                                                                         |
| 1852 | 171       | Dorf |
| 1864 | 154       | am 3. Dezember, Gemeindebezirk                                                                                 |
| 1867 | 161       | am 3. Dezember, Landgemeinde                                                                                   |
| 1871 | 150       | am 1. Dezember, Landgemeinde, sämtlich Evangelische                                                            |
| 1885 | 164       | am 1. Dezember, Gemeindebezirk, sämtlich Evangelische                                                          |
| 1910 | 146       | am 1. Dezember                                                                                                 |
| 1925 | 151       | darunter 150 Evangelische                                                                                      |
| 1933 | 173       | [ 10 ] |
| 1939 | 216       | [ 10 ] |